# Floria Sigismondi
Floria Sigismondi (Pescara, 1965) is een Canadees-Italiaanse fotograaf en filmregisseur. Op muzikaal gebied heeft ze onder andere gewerkt met The Cure, Sigur Rós, David Bowie, Marilyn Manson, Leonard Cohen en Björk.

## Biografie
Sigismondi werd geboren in de Italiaanse stad Pescara. Haar beide ouders waren fervente opera-luisteraars; Floria werd vernoemd naar het hoofdpersonage uit de opera Tosca. Op haar tweede verhuisde haar familie naar Hamilton in Canada. In 1987 vertrok Sigismondi naar Toronto, waar ze illustratie en schilderkunst ging studeren aan het Ontario College of Art. Daar studeerde ze uiteindelijk af in fotografie. Na haar studie ging Sigismondi aan de slag als modefotograaf. Haar fotografie is in de loop der jaren in groepstentoonstellingen te zien geweest met onder andere Cindy Sherman, Rebecca Horn, Vanessa Beecroft, Tony Oursler, Donald Lipski, Roberto Clemente en Joel-Peter Witkin.
In 1996 nodigde Marilyn Manson Sigismondi uit om de muziekvideo voor "The Beautiful People" te regisseren. In hetzelfde jaar werd ze wederom door Manson gevraagd voor een video, ditmaal voor "Tourniquet". Hiermee begon haar muziekvideo-carrière, waarbij ze vanaf sindsdien bijna elk jaar een video produceerde. Naast muziekvideo's maakt Sigismondi ook reclames zoals een complete campagne voor Adidas. In 1999 bracht ze het boek Redemption uit, met foto's, tekeningen en schetsen. In 2003 won ze met Sigur Rós een MTV Europe Music Video Award in de categorie 'Best Video' voor Untitled #1 (a.k.a. "Vaka"). Een jaar later werd ze voor dezelfde prijs genomineerd voor een video van The Cure ("The End of the World").

## Geregisseerde muziekvideo's
- 2006 - Christina Aguilera - "Hurt"
- 2006 - The Raconteurs - "Broken Boy Soldier"
- 2006 - Billy Talent - "Red Flag"
- 2006 - Muse - "Supermassive Black Hole"
- 2005 - Fiona Apple - "O' Sailor"
- 2005 - Living Things - "Bom Bom Bom"
- 2005 - The White Stripes - "Blue Orchid"
- 2004 - The Cure - "The End of the World"
- 2004 - Incubus - "Talk Show On Mute"
- 2004 - Living Things - "I Owe"
- 2003 - Incubus - "Megalomaniac"
- 2003 - Sigur Rós - Untitled #1 (a.k.a. "Vaka")
- 2003 - Christina Aguilera - "Fighter"
- 2003 - Interpol - "Obstacle 1"
- 2003 - Martina Topley-Bird - "Anything"
- 2002 - Jon Spencer Blues Explosion - "She Said"
- 2002 - Living Things - "Bombs Below"
- 2002 - Barry Adamson - "Black Amour"
- 2001 - Leonard Cohen - "In My Secret Life"
- 2000 - Amon Tobin - "4 Ton Mantis"
- 2000 - Björk - "I Have Seen It All" (Webeo)
- 1999 - Amel Larrieux - "Get Up"
- 1998 - Barry Adamson - "Can't Get Loose"
- 1998 - Robert Plant & Jimmy Page - "Most High"
- 1997 - Filter & The Crystal Method - "(Can’t You) Trip Like I Do?"
- 1997 - Fluffy - "Black Eye"
- 1997 - Tricky - "Makes Me Wanna Die"
- 1997 - David Bowie - "Dead Man Walking"
- 1996 - David Bowie - "Little Wonder"
- 1996 - Marilyn Manson - "Tourniquet"
- 1996 - Marilyn Manson - "The Beautiful People"